# Neffos

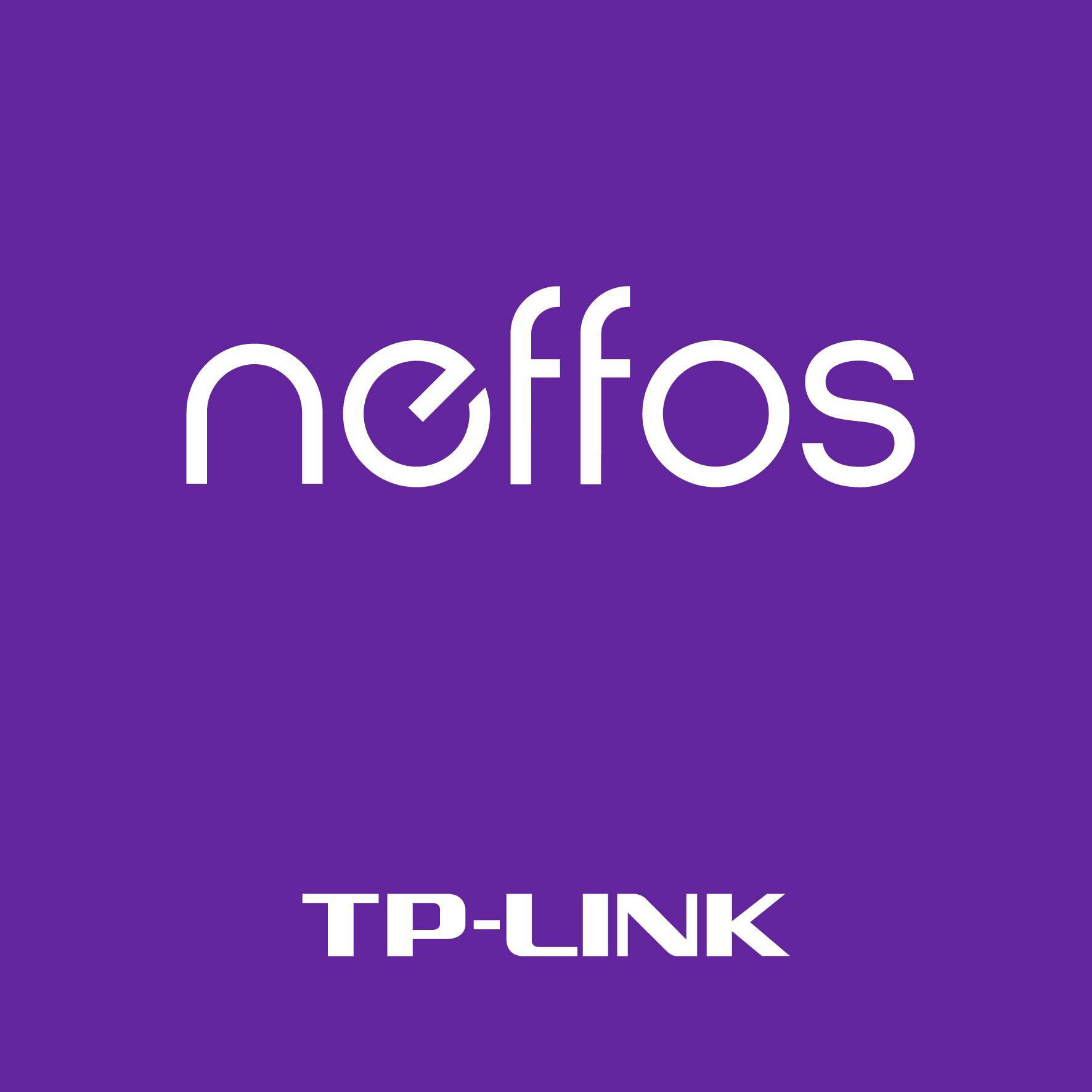
Logo marki

Neffos – marka smartfonów, należąca do chińskiego koncernu TP-Link.
Siedziba koncernu mieści się w mieście Shenzhen, w prowincji Guangdong.

## Historia
Marka zaczęła istnieć pod koniec 2015 roku. Pierwszymi smartfonami od TP-Linka były modele:
- TP-Link Neffos C5
- TP-Link Neffos C5 MAX
- TP-Link Neffos C5L